# Lago de Molveno

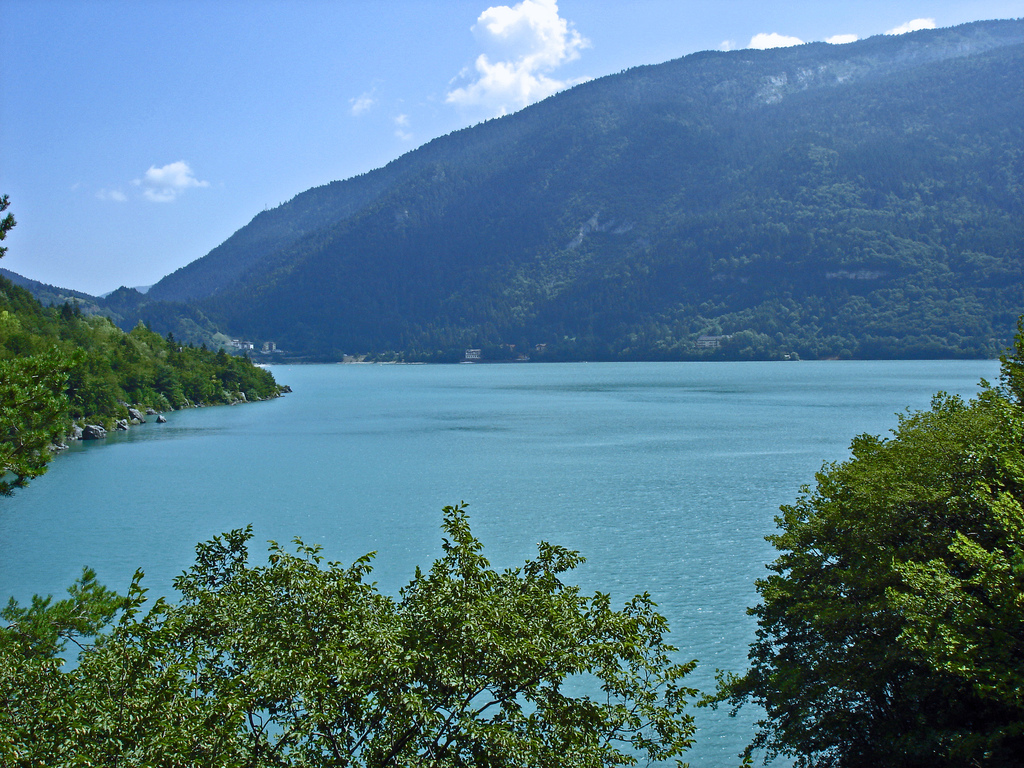
Vista del lago

El lago de Molveno (del italiano: Lago di Molveno) es un lago en la provincia de Trento, en la región italiana de Trentino-Alto Adigio. El único asentamiento en sus orillas es el Molveno.